# Oktay Derelioğlu
Oktay Derelioğlu (ur. 17 grudnia 1975 w Stambule) – turecki piłkarz grający na pozycji napastnika.

## Kariera klubowa
Karierę piłkarską Oktay rozpoczął w zespole Fatih Karagümrük SK, w którym grał w latach 1990-1992. W 1992 przeszedł do Trabzonsporu. W jego barwach zadebiutował w sezonie 1992/1993 w rozgrywkach Superligi. Nie przebił się jednak do podstawowego składu i wystąpił zaledwie w dwóch spotkaniach. Po sezonie odszedł do stambulskiego Beşiktaşu JK. Tam zaczął występować w pierwszym składzie i tworzył atak z takimi zawodnikami jak Feyyaz Uçar, Ertuğrul Sağlam, Niemiec Stefan Kuntz, Nigeryjczyk Daniel Amokachi czy Nihat Kahveci. W 1994 roku osiągnął swój pierwszy sukces, którym było zdobycie Pucharu Turcji, a następnie także Superpucharu Turcji. Z kolei w 1995 roku po raz pierwszy w karierze został mistrzem Turcji. W 1996 roku był trzeci w lidze, a w 1997 roku wywalczył wicemistrzostwo. Z kolei w 1998 roku zdobył kolejny krajowy puchar, a w 1999 - swoje drugie wicemistrzostwo.
Latem 1999 roku Oktay odszedł do Siirt JETPA, ale po rozegraniu czterech spotkań i zdobyciu dwóch goli odszedł do Gaziantepsporu. Z 16 golami był najlepszym strzelcem zespołu i zajął z nim 3. pozycję w Superlidze. W 2000 roku Turek wyjechał do hiszpańskiego UD Las Palmas. 10 września zadebiutował w Primera División w przegranym 0:3 meczu z Deportivo Alavés, ale nie przebił się do składu klubu z Gran Canaria i oprócz debiutu wystąpił jeszcze tylko w jednym meczu. Na początku 2001 roku wrócił do Turcji i w barwach Trabzonsporu strzelił 13 goli. Latem został piłkarzem Fenerbahçe SK, gdzie był czwartym napastnikiem w hierarchii po Kennecie Anderssonie, Serhacie Akınie i Chajjimie Rewiwo. W 2002 roku został wicemistrzem Turcji.
Latem 2002 Oktay odszedł do Samsunsporu, dla którego zdobył 5 bramek w lidze. Jesienią 2003 podpisał kontrakt z niemieckim 1. FC Nürnberg, ale i tam nie przebił się do składu. Następnie został piłkarzem Akçaabatu Sebatspor, który w 2005 roku spadł z ligi. Jeszcze w trakcie sezonu 2004/2005 przeszedł do azerskiego Xəzər Lenkoran. Zdobył 16 goli w Yuksek Liqa i był najlepszym strzelcem klubu. W 2005 roku został piłkarzem Sakaryasporu, a następnie zwiedził takie kluby jak Diyarbakirspor i İstanbulspor A.Ş. W 2007 roku został piłkarzem drugoligowego Fatih Karagümrük SK. W 2008 zakończył w nim karierę.
| Sezon   | Klub                  | Kraj        | Rozgrywki        | Mecze | Bramki |
| ------- | --------------------- | ----------- | ---------------- | ----- | ------ |
| 1990/91 | Fatih Karagümrük SK   | Turcja      | 1. Lig           | 1     | 0      |
| 1991/92 | Fatih Karagümrük SK   | Turcja      | 1. Lig           | 19    | 0      |
| 1992/93 | Trabzonspor           | Turcja      | Süper Lig        | 2     | 0      |
| 1993/94 | Beşiktaş JK           | Turcja      | Süper Lig        | 22    | 10     |
| 1994/95 | Beşiktaş JK           | Turcja      | Süper Lig        | 21    | 10     |
| 1995/96 | Beşiktaş JK           | Turcja      | Süper Lig        | 27    | 9      |
| 1996/97 | Beşiktaş JK           | Turcja      | Süper Lig        | 28    | 22     |
| 1997/98 | Beşiktaş JK           | Turcja      | Süper Lig        | 27    | 14     |
| 1998/99 | Beşiktaş JK           | Turcja      | Süper Lig        | 25    | 8      |
| 1999/00 | Siirt JETPA           | Turcja      | Süper Lig        | 4     | 2      |
| 1999/00 | Gaziantepspor         | Turcja      | Süper Lig        | 20    | 16     |
| 2000/01 | UD Las Palmas         | Hiszpania   | Primera División | 2     | 0      |
| 2000/01 | Trabzonspor           | Turcja      | Süper Lig        | 13    | 13     |
| 2001/02 | Fenerbahçe SK         | Turcja      | Süper Lig        | 19    | 5      |
| 2002/03 | Fenerbahçe SK         | Turcja      | Süper Lig        | 2     | 0      |
| 2002/03 | Samsunspor            | Turcja      | Süper Lig        | 14    | 5      |
| 2003/04 | Samsunspor            | Turcja      | Süper Lig        | 3     | 0      |
| 2003/04 | 1. FC Nürnberg        | Niemcy      | Bundesliga       | 5     | 1      |
| 2003/04 | Akçaabat Sebatspor    | Turcja      | Süper Lig        | 15    | 6      |
| 2004/05 | Akçaabat Sebatspor    | Turcja      | Süper Lig        | 6     | 3      |
| 2004/05 | Xəzər Lenkoran        | Azerbejdżan | Yuksek Liqa      | 17    | 16     |
| 2005/06 | Sakaryaspor           | Turcja      | 1. Lig           | 4     | 0      |
| 2005/06 | Diyarbakirspor        | Turcja      | Süper Lig        | 2     | 0      |
| 2006/07 | İstanbulspor A.Ş.     | Turcja      | 1. Lig           | 3     | 0      |
| 2007/08 | Fatih Karagümrük Spor | Turcja      | 2. Lig           | 4     | 1      |

## Kariera reprezentacyjna
W reprezentacji Turcji Oktay zadebiutował w 1995 roku. W 2000 roku na Euro 2000 jedno spotkanie w 1/4 finału z Portugalią, przegrane przez Turków 0:2. Karierę reprezentacyjną zakończył w 2001 roku, a w kadrze Turcji rozegrał łącznie 20 spotkań i strzelił 9 goli.